# Aşağıdereköy, Serdivan
Aşağıdereköy là một xã thuộc quận Serdivan, tỉnh Sakarya, Thổ Nhĩ Kỳ. Dân số thời điểm năm 2008 là 1.17 người.